# Cortiçol-de-faces-pretas
O cortiçol-de-faces-pretas (Pterocles decoratus) é uma espécie de ave da família Pteroclididae.
Pode ser encontrada nos seguintes países: Etiópia, Quénia, Somália, Tanzânia e Uganda.